# Fronte Democratico di Salvezza Nazionale
Il Fronte Democratico di Salvezza Nazionale (in rumeno Frontul Democrat al Salvării Naționale, FDSN) è stato un partito politico rumeno.
Nato nel 1992 su iniziativa di Ion Iliescu come scissione dell'egemone Fronte di Salvezza Nazionale (FSN), dalla precedente esperienza politica ereditò la maggior parte della struttura e dell'elettorato, confermandosi come prima forza politica romena alle elezioni parlamentari e presidenziali del 1992.
Nel 1993, in seguito alla fusione con altri gruppi minori, cambiò nome in Partito della Democrazia Sociale di Romania (PDSR), aprendo una nuova stagione politica.

## Storia
In seguito alla rivoluzione romena del 1989 che rovesciò la dittatura di Nicolae Ceaușescu, nacque un governo provvisorio, il Consiglio del Fronte di Salvezza Nazionale (CFSN), guidato dal Fronte di Salvezza Nazionale (FSN), grande partito di ispirazione socialdemocratica composto essenzialmente da ex militanti del Partito Comunista Rumeno (PCR), tra i quali il presidente Ion Iliescu e il primo ministro Petre Roman. Grazie alla propria egemonia politica e mediatica, il FSN dominò le prime libere elezioni tenutesi nel 1990 e gestì in totale autonomia la prima fase di transizione del paese alla democrazia.
Nel corso della conferenza nazionale del FSN del 27-29 marzo 1992, tuttavia, emersero due correnti contrapposte, che portarono alla scissione dell'ala conservatrice maggioritaria di Ion Iliescu, che sosteneva una politica di lenta transizione all'economia di mercato e di più ampie garanzie di protezione sociale, elementi che attraevano le fasce popolari dell'elettorato ancora legate all'ideologia comunista. Mentre l'ala riformista di Petre Roman mantenne la sigla originale di FSN, il 7 aprile 1992 Iliescu creò il Fronte Democratico di Salvezza Nazionale (FDSN).
La nuova formazione fu ufficialmente iscritta al registro dei partiti politici del tribunale di Bucarest il 29 aprile 1992 e tra il 27 e il 28 giugno 1992 tenne la prima conferenza nazionale, che deliberò l'adozione dello statuto e il programma del partito. Contestualmente l'assemblea nominò Oliviu Gherman alla propria presidenza e confermò la ricandidatura di Ion Iliescu alle elezioni presidenziali previste per il settembre 1992.
Il FDSN fu la prima forza politica alle elezioni parlamentari, vincendo la concorrenza della coalizione di centro-destra della neonata Convenzione Democratica Romena (CDR), che divenne il maggior partito di opposizione, mentre Il FSN di Roman giunse terzo. Autentica figura di riferimento del periodo storico, grazie alla sua popolarità Ion Iliescu conquistò un nuovo mandato presidenziale, sconfiggendo il candidato della CDR Emil Constantinescu al ballottaggio dell'11 ottobre 1992.
Visto il rafforzamento dell'opposizione di centro-destra rispetto alla precedente tornata elettorale, il FDSN non riuscì ad ottenere la maggioranza assoluta in parlamento come fatto dal FSN nel 1990, ma fu capace di formare comunque un governo monocolore con a capo l'economista Nicolae Văcăroiu, che godette anche del singolare appoggio parlamentare da parte di alcuni gruppi minoritari: i nazionalisti del Partito dell'Unità Nazionale Romena (PUNR) e del Partito Grande Romania (PRM) e i postcomunisti del minuscolo Partito Socialista del Lavoro (PSM). Tale alleanza passò alla storia con il nome di "quadrilatero rosso" (in rumeno: Patrulaterul roșu) e consentì al FDSN la possibilità di occupare le più importanti cariche istituzionali (la presidenza del senato fu assegnata a Gherman, quella della camera ad Adrian Năstase).
Dopo alcuni mesi di governo, il FDSN incorporò altre forze minori: il Partito Repubblicano (in rumeno: Partidul Republican), il Partito Cooperativista (in rumeno: Partidul Cooperatist) e il Partito Socialista Democratico Romeno (in rumeno: Partidul Socialist Democratic Român) e, in occasione della conferenza nazionale del 9-10 luglio 1993, cambiò denominazione, dando vita al Partito della Democrazia Sociale di Romania (PDSR).

## Struttura

### Presidenti
- Oliviu Gherman (1992 - 1993)

## Risultati elettorali
| Elezione          | Elezione | Voti      | %     | Seggi     |
| ----------------- | -------- | --------- | ----- | --------- |
| Parlamentari 1990 | Camera   | 3.003.573 | 27,74 | 117 / 341 |
| Parlamentari 1990 | Senato   | 3.102.201 | 28,29 | 49 / 143  |

| Elezione           | Elezione | Candidato   | Voti      | %     | Esito       |
| ------------------ | -------- | ----------- | --------- | ----- | ----------- |
| Presidenziali 1992 | I turno  | Ion Iliescu | 5.633.456 | 47,34 | ✔️ Eletta/o |
| Presidenziali 1992 | II turno | Ion Iliescu | 7.393.429 | 61,43 | ✔️ Eletta/o |

## Nelle istituzioni

### Presidenti della repubblica
- Ion Iliescu (1992 - 1993)

### Primi ministri
- Nicolae Văcăroiu (1992 - 1993)

### Presidenti del Senato
- Oliviu Gherman (1992 - 1993)

### Presidenti della Camera
- Adrian Năstase (1992 - 1993)

### Governi
Governo Văcăroiu (1992 - 1993)

### Collocazione parlamentare
- Maggioranza (1992-1993)

Governo Văcăroiu